# Пильяпоко, Дориана
Дориана Пильяпоко (итал. Doriana Pigliapoco; род. 25 ноября 1957, Ези, Марке) — итальянская фехтовальщица-рапиристка и тренер. Участница летних Олимпийских игр 1976 года.

## Биография
Дориана Пильяпоко родилась 25 ноября 1957 года в итальянской коммуне Ези.
Выступала в соревнованиях по фехтованию за «Ези». Была чемпионкой Италии среди девушек.
В 1976 году вошла в состав сборной Италии на летних Олимпийских играх в Монреале. В командном турнире рапиристок сборная Италии, за которую также выступали Мария Консолата Коллино, Джулия Лоренцони, Сузанна Батацци и Карола Манджаротти, в группе 1/8 финала заняла 1-е место, победив Великобританию — 9:2, США — 14:2 и Иран — 13:3, в четвертьфинале проиграла ФРГ — 2:9, в полуфинале за 5-8-е места нанесла поражение Румынии — 9:5, в матче за 5-6-е места победила Польшу — 9:7.
Завершив выступления из-за травмы, стала работать учителем физкультуры и инструктором по фехтованию вместе с известным тренером Эцио Трикколи. Среди её воспитанников — 6-кратная олимпийская чемпионка, 16-кратная чемпионка мира, 13-кратная чемпионка Европы Валентина Веццали и 4-кратная олимпийская чемпионка, 9-кратная чемпионка мира, 2-кратная чемпионка Европы Джованна Триллини.

## Семья
Племянница — Клаудия Пильяпоко (род. 1983), итальянская фехтовальщица. Трёхкратный бронзовый призёр чемпионата Европы.